# Piotr Łaszczenko
Piotr Nikołajewicz Łaszczenko, ros. Пётр Никола́евич Ла́щенко (ur. 6 grudnia?/19 grudnia 1910 we wsi Turja w guberni czernihowskiej, zm. 21 kwietnia 1992 w Moskwie) – radziecki dowódca wojskowy, generał armii, Bohater Związku Radzieckiego (1943).

## Życiorys
Początkowo pracował w kołchozie, w listopadzie 1930 wstąpił do Armii Czerwonej, od 1931 należał do WKP(b), 1933 ukończył wojskową szkołę piechoty we Władywostoku. Od listopada 1933 do listopada 1938 służył w 3 pułku piechoty Moskiewskiej Proletariackiej Dywizji Piechoty jako dowódca plutonu, dowódca kompanii i pomocnik szefa sztabu pułku, 1940 ukończył Akademię Wojskową im. Frunzego i w lutym 1940 został pomocnikiem szefa wydziału operacyjnego sztabu 35 Korpusu Piechoty w 9 Armii Odeskiego Okręgu Wojskowego. Pod czerwca 1941 walczył w Besarabii i Bukowinie, później na północnym wybrzeżu Morza Czarnego w składzie Frontu Południowego, od sierpnia 1941 do czerwca 1942 był szefem oddziału Wydziału Operacyjnego Sztabu 49 Armii Frontu Zachodniego, uczestniczył w bitwie pod Moskwą. Od czerwca 1942 do sierpnia 1943 był zastępcą szefa sztabu 60 Armii Frontu Woroneskiego i Centralnego, od sierpnia 1943 do maja 1944 dowódcą 322 Dywizji Piechoty w składzie 60 Armii i 13 Armii Frontu Woroneskiego, Centralnego i 1 Ukraińskiego, brał udział w bitwie pod Kurskiem, operacji czernihowskiej, kijowskiej operacji obronnej i zaczepnej, operacji żytomiersko-berdyczowskiej i proskurowsko-czernihowskiej, na czele dywizji forsując rzeki Sejm, Desna, Dniepr i Prypeć oraz wyzwalając Żytomierz (12 listopada 1943) i Tarnopol (14 kwietnia 1944). Od 25 maja do 3 czerwca 1944 był p.o. dowódcy 15 Korpusu Piechoty, później brał udział w operacji lwowsko-sandomierskiej, w której 23 lipca 1944 został ciężko ranny i odesłany z frontu do szpitala.
Od stycznia 1945 do maja 1946 był komendantem szkoły wojskowej w Orle, a od maja 1946 do grudnia 1949 komendantem szkoły wojskowej w Riazaniu, 1951 ukończył Wyższą Akademię Wojskową im. Woroszyłowa i w styczniu 1952 został zastępcą szefa Zarządu Operacyjnego Sztabu Grupy Wojsk Radzieckich w Niemczech. Od września 1953 do lipca 1954 dowodził 9 Dywizją Zmechanizowaną w 3 Zmechanizowanej Armii Gwardii Grupy Wojsk Radzieckich w Niemczech, od lipca 1954 do września 1955 2 Korpusem Piechoty w Nadbałtyckim Okręgu Wojskowym, a od września 1955 do lipca 1956 Korpusem Specjalnym stacjonującym na terytorium Węgier, na czele którego jesienią 1956 brał udział w stłumieniu powstania narodowego na Węgrzech. Od lipca 1957 do maja 1959 dowodził 38 Armią w Południowej Grupie Wojsk i w Karpackim Okręgu Wojskowym, od maja 1959 do września 1962 był I zastępcą dowódcy wojsk i członkiem Rady Wojskowej Kijowskiego Okręgu Wojskowego, a od września 1962 do lipca 1964 Karpackiego Okręgu Wojskowego, od lipca 1964 do sierpnia 1967 dowodził Karpackim Okręgiem Wojskowym. Od sierpnia 1967 do grudnia 1968 był głównym doradcą wojskowym w ZRA, od grudnia 1968 do czerwca 1976 I zastępcą głównodowodzącego Wojskami Lądowymi ZSRR, następnie wojskowym inspektorem-doradcą Grupy Generalnych Inspektorów Ministerstwa Obrony ZSRR. Był deputowanym do Rady Najwyższej ZSRR od 7 do 9 kadencji (1966-1979), a 1966-1971 członkiem Centralnej Komisji Rewizyjnej KPZR. Został pochowany na Cmentarzu Nowodziewiczym.

## Awanse
- Generał major (3 czerwca 1944)
- Generał porucznik (8 sierpnia 1955)
- Generał pułkownik (9 maja 1961)
- Generał armii (19 lutego 1968)

## Odznaczenia
- Złota Gwiazda Bohatera Związku Radzieckiego (16 października 1943)
- Order Lenina (czterokrotnie)
- Order Rewolucji Październikowej
- Order Czerwonego Sztandaru (trzykrotnie)
- Order Suworowa II klasy (23 września 1943)
- Order Bohdana Chmielnickiego I klasy (10 stycznia 1944)
- Order Wojny Ojczyźnianej I klasy (dwukrotnie - 10 marca 1943 i 11 marca 1985)
- Order Czerwonego Sztandaru Pracy
- Order Czerwonej Gwiazdy
- Order „Za służbę Ojczyźnie w Siłach Zbrojnych ZSRR” II klasy
- Order „Za służbę Ojczyźnie w Siłach Zbrojnych ZSRR III klasy

Medale ZSRR i odznaczenia zagraniczne.